# フニャディ・ラースロー
フニャディ・ラースロー（Hunyadi László、1433年 - 1457年3月16日）は、ハンガリーの貴族、政治指導者。

## 生涯
フニャディ・ラースローはフニャディ・ヤーノシュとその妻シラージ・エルジェーベトとの間に長男として生まれた。10歳年下の弟マーチャーシュは、後にハンガリー王に選出されている。フニャディは非常に若いころから父の遠征に参加していた。1448年のコソボの戦いの後では、父のために一時人質としてセルビア専制公ジュラジ・ブランコヴィチの許に預けられている。1452年、フニャディはハンガリー王ラディスラウス・ポストゥムス（ラースロー5世）を連れ戻すためウィーンに赴いた代表団に加わった。1453年には、彼はクロアチアとダルマチアのバン（太守）に任じられた。1455年のブダで開催された議会では、フニャディはツェリェ伯ウルリク2世やガライ家を始めとする反フニャディ派の貴族たちの糾弾を受けて、全ての官職を辞することになった。しかし間もなく両陣営の調停が成立し、フニャディはガライ・ラースローの娘マーリアと婚約した。
1456年にフニャディ・ヤーノシュが死ぬと、代わって王国軍総司令官の職を得て実権を握ったツェリェ伯ウルリク2世は、父フニャディが国庫から借り出して未払いのままになっているという借金の返済をラースローに迫った。しかし1456年10月にフタクで開かれた議会でラースローは立派な弁明を行って窮地を切り抜けた。ウルリク2世はラースローとの和解を装い、フニャディ家に委ねられていた国王所有の城の全てを明け渡せば、一家を庇護してやると約束した。最初に明け渡されたのは、ラースローが司令官を務めるナーンドルフェヘールヴァール（現在のセルビア領ベオグラード）だった。しかしツェリェ伯と国王ラディスラウスは示し合わせて、ラースローを自分たちの軍隊から追い出してしまった。1456年11月9日、ツェリェ伯はフニャディ家の家人に不可解な状況下で暗殺された。
保護者を殺されて怯えきった少年王ラディスラウスは、フニャディとその母エルジェーベトを呼び出してテメシュヴァールで会見を行い、フニャディ一家を庇護すると約束した。国王は約束の証としてフニャディに財務長官および王国軍総司令官の地位を与えた。フニャディは何の疑いも抱かずに国王に随行してブダに赴いたが、この町に到着した途端、ラディスラウスに対して謀反を企んだとして逮捕され、何の法的手続きもないまま死刑を宣告され、1457年3月16日に斬首された。24歳だった。
19世紀ハンガリーの作曲家エルケル・フェレンツは、フニャディの悲劇を題材にしたオペラ「フニャディ・ラースロー」を制作している。